# Die Chirurgin

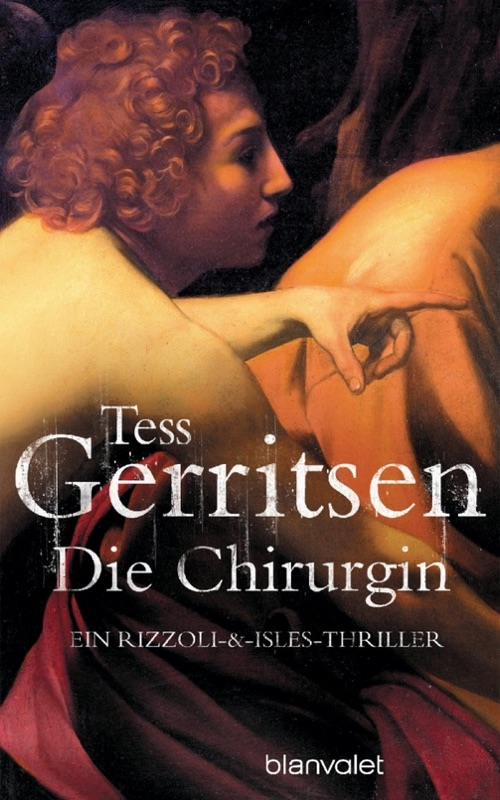
Die Chirurgin

Die Chirurgin (englischer Originaltitel: The Surgeon) ist ein 2001 erschienener Roman aus dem Genre des Medical Thriller der US-amerikanischen Schriftstellerin Tess Gerritsen.
Er ist der erste von bisher dreizehn Romanen (Stand: November 2023) der Maura-Isles-&-Jane-Rizzoli-Reihe um die raubeinige Detektivin der Bostoner Mordkommission.

## Inhalt

### Klappentext
Eine Reihe von grausamen Morden erschüttert die ostamerikanische Metropole. Der Täter, von den Medien „Chirurg“ genannt, dringt nachts in die Wohnungen alleinstehender Frauen ein, fesselt sie und operiert ihnen bei vollem Bewusstsein die Gebärmutter heraus. Bis ins Detail ahmt der Chirurg dabei die Untaten des Serienmörders Andrew Capra nach, der zwei Jahre zuvor von seinem einzigen überlebenden Opfer, Dr. Catherine Cordell, überwältigt und getötet wurde. Da verschiedene Einzelheiten der alten Tathergänge nie veröffentlicht wurden, steht die Polizei vor einem Rätsel. Unerklärlich ist auch, wie der Chirurg seine Opfer auswählte. Allen gemeinsam ist, dass sie wenige Wochen vor ihrer Ermordung vergewaltigt wurden. In allen Fällen gab es unterschiedliche Täter. Einige dieser Vergewaltigungen wurden nicht angezeigt. Eine Befragung unter Hypnose des einzig überlebenden Opfers Dr. Cordell ergibt Hinweise, dass ein zweiter Täter an Capras Morden beteiligt war. Gleichzeitig wird klar, dass der Chirurg Cordell als sein eigentliches Ziel ansieht. Er möchte den Tod seines Partners rächen und das begonnene Werk vollenden. Ein dramatischer Wettlauf um das Leben der jungen Frau beginnt.

### Handlung
Während eines schwülen Sommers wird Boston von einer grausamen Mordserie erschüttert. Die Floristin Elena Ortiz wird in der Nacht zum 12. Juli Opfer eines grausamen Mordes. Der Täter steigt über die Feuerleiter in die Wohnung der Hispanoamerikanerin ein, überwältigt sie mit Chloroform und foltert die gefesselte Frau auf ihrem Bett. Bei lebendigem Leibe entnimmt er ihren Uterus. Die Mordkommission um Detective Jane Rizzoli wird mit der Aufklärung des brutalen Falles beauftragt. Diana Sterling stirbt auf die gleiche Weise. Mithilfe einer Computerrecherche ergeben sich Parallelen zu einer anderen Mordserie, die sich in Savannah ereignet hatte. Der Modus Operandi weist auffällige Parallelen auf. Auch hier wurden die Opfer, allerdings mit Rohypnol, betäubt und vergewaltigt. Eine von ihnen war das promiskuitive „Partygirl“ Dora Ciccone. Der Arzt Dr. Andrew Capra verstümmelte und tötete vier Frauen, bis er von Dr. med Catherine Cordell nach einer Vergewaltigung aus Notwehr erschossen wurde.
In der Zwischenzeit zog Dr. Cordell nach Boston und wurde eine erfolgreiche Gefäßchirurgin im städtischen Krankenhaus. Rizzolis Team macht sie ausfindig und konfrontiert sie mit ihrer Vergangenheit, worauf sie verstört reagiert. Elena wie auch Catherine waren Mitglieder eine Selbsthilfegruppe für vergewaltigte Frauen im Internet, in der sie sich über ihre traumatischen Erlebnisse austauschen, da sie mit ihrem Stigma in der patriarchalischen Gesellschaft kein Verständnis finden.
In der Klinik geschehen unheimliche Dinge um Dr. Cordell. So verschwinden z. B. ihr Laborkittel und ihr Stethoskop aus ihrer unmittelbaren Umgebung, außerdem wird ihr per E-Mail das Foto einer gefesselten Frau geschickt, was die Ärztin zu Tode ängstigt, da sie der Meinung ist, dass Andrew Capra wieder zum Leben erwacht sei. Mittlerweile versucht das Ermittlerteam, das Täterprofil einzuengen. Sie kommen anhand der Tatzeitpunkte zu der These, dass der Mörder dazu in der Lage ist, seinen Jagdtrieb für einen längeren Zeitpunkt zu unterdrücken, bis es wieder ausbricht. Sie finden historische Parallelen zum Mord von Jack the Ripper an Annie Chapman, der ebenfalls ein Organ entfernt wurde. Die Biographien der Opfer Ortiz und Sterling weisen keinerlei Übereinstimmungen auf, nur dass sie über besagten anonymen Chatroom über ihr Vergewaltigungstrauma diskutierten und dass sie den gleichen Armreif trugen. Nina Peyton wird das dritte Opfer des Chirurgen. Sie überlebt den Überfall jedoch und wird mit schwersten Verletzungen ins Krankenhaus eingeliefert, wo ihr Dr. Cordell in einer komplizierten Notoperation das Leben rettet. Auch Peyton war zuvor Opfer einer Vergewaltigung geworden, nachdem sie in der Bar Gramercy Pub von einem Unbekannten mit K.-o.-Tropfen betäubt wurde. Rizzoli, welche diesen Ort aufsucht, erscheint die Bar, die bei der flirtwilligen Jugend sehr beliebt ist und wo sich Täter und Opfer vermutlich zufällig trafen, als eine Art “Wasserloch in der Wüste, wo sich die Wege von Raubtieren und Beutetieren kreuzen.” Anders als bei den anderen Opfern dauerte das Martyrium von Nina Peyton eine ganze Nacht lang. Rizzoli vermutet, dass er sein Vergnügen steigern will, indem er die Qualen der Frau auf ein unerträgliches Maß hinauszögert.
Der Kriminalpsychologe Dr. Zucker stellt die These auf, dass es dem Serienmörder in erster Linie um Besitzdenken, Verletzung und Erniedrigung geht. Es wird gemutmaßt, dass der Täter den Gnadenstoß nicht ausübte, nicht weil er dabei gestört wurde, sondern weil er wollte, dass die Frau überlebt. Rizzoli erkennt bei diesem Muster bereits Anzeichen von Größenwahnsinn, ähnlich wie bei den Fällen der bekannten Serientäter Jeffrey Dahmer und Ted Bundy, der letztendlich zu ihrer Ergreifung führte. Sie hatten am Ende die Kontrolle über ihre Fantasien verloren. Er will, dass sie eine Art Opfer darstellt, welches er dem eigentlichen Objekt der Begierde: Dr. Catherine Cordell bringen will. Es ist unübersehbar, dass er vollkommen auf Cordell fixiert ist. Sterling, Ortiz und Peyton waren lediglich Stellvertreterinnen und ihre Tötungen dienten lediglich einer Ersatzbefriedigung. Dr. Bonnie Gillespie, ein weiterer Kriminalpsychologe, führt dabei die “Sack-und-Esel-Theorie” an. Als Beispiel führt er den Mörder Edmund Kemper an, der eine Reihe von Anhalterinnen umbrachte, stets aber seine dominante Mutter als eigentliches Ziel betrachtete. Diese sparte er sich ganz bis zum Schluss auf und brachte sie auf besonders abscheuliche Weise um. Dr. Catherine Cordell ist bereits verrückt vor Angst. Sie ist die einzige noch lebende Verbindung zwischen ihrem damaligen Peiniger und dem Chirurgen. Dennoch verweigert sie der Polizei die Aussage, was damals in der Nacht mit Andrew Capra in Wahrheit passierte. Sie gibt dem Ermittler Moore lediglich zu verstehen, dass Capra einen „abgrundtiefen Hass“ auf sie gehabt haben musste. Moore, der seine Frau nach einer tragischen Krankheit verloren hatte, fühlt sich Catherine über den Schmerz verbunden. Nina Peyton erlangt das Bewusstsein wieder, sie kann extubiert werden und bruchstückhaft den Tathergang schildern, insofern sie ihn mitbekommen hatte. Das Gesicht des Täters war allerdings durch eine OP-Maske verdeckt. Sie erinnert sich daran, dass er ihr gesagt hatte, er müsse ihr schmutziges und beflecktes Organ (ihre Gebärmutter, die er durch seine vorangegangene Vergewaltigung selbst beschmutzt hatte) entfernen. Es wird deutlich, dass der Geruch ihrer Angst so etwas wie das Lebenselixier für den Chirurgen gewesen sein musste. Bevor Nina Peyton weitere Aussagen machen kann, wird ein sogenannter “Code Blau” ausgelöst. Dr. Cordell muss überstürzt zu einem anderen Patienten eilen, wo sie vergeblich um sein Leben ringt.
Der Chirurg, welcher sich anscheinend schon die ganze Zeit im Krankenhaus befunden und dabei Zugriff auf die persönliche Umgebung von Dr. Cordell hatte, nutzt die Zeit der allgemeinen Verwirrung und der Ablenkung dafür, in Ninas Zimmer einzudringen und sie und den bewachenden Polizisten brutal abzuschlachten. Darüber hinaus hinterlegt er in Catherines Zimmer eine Karte mit Geburtstagsgrüßen von A.C. (Andrew Capra). Obwohl Rizzoli bewusst ist, dass eine Aussage unter Hypnose vor Gericht nicht als Beweismittel zugelassen ist, stimmt sie zu, dass Catherine hypnotisiert wird, um sie in den Zustand vor und nach der Tat zurückzuversetzen. Der forensische Hypnotiseur versetzt Catherine in ihre glücklichen Kindheitserinnerungen zurück, um sie vollständig zu entspannen. Er bringt sie dazu, an einem schönen und sonnigen Sommertag ein Boot zu besteigen und sich auf eine Reise zu den Stationen ihres Lebens zu machen. Sie steigt an einem anderen Ufer aus dem Boot aus und betritt ein Haus, in dem die Kinoleinwand ihres Lebens aufgebaut ist. Catherine kann sich gemütlich in einen Sessel zurücklehnen und mit Distanz ihre Biographie beobachten. Sie hat die Möglichkeit, zu bestimmten Ereignissen vor- beziehungsweise zurückzuspulen. Sie gelangt wieder zurück zu dem Moment, als Andrew Capra an die Tür ihres Hauses in Savannah klopft. Capra sucht eine Aussprache mit ihr, um über seine Fehler im Krankenhaus zu sprechen. Seine Karriere hängt von Catherines Entscheidung ab. Dann schläft sie ein. In der nächsten Sequenz erlebt sie die Vergewaltigung noch einmal. Der Hypnotiseur muss abbrechen, da Catherines Erregungszustand einen kritischen Punkt erreicht. Die Erinnerungen sind durch die Wirkung des Rohypnol stark getrübt und setzen immer wieder aus. Sie erinnert sich an ein Skalpell und wie sie Capra mit der Pistole ihres Vaters in den Bauch schießt. In der nächsten Szene betreten Polizisten den Tatort. Der entscheidende Moment wird nicht preisgegeben. Dennoch gelingt es ihnen, zu dem Moment zurückzuspulen, in dem Catherine nackt und gefesselt auf dem Bett liegt. Sie hört das Rauschen von Wasser in der Leitung und wie Capra zu einer weiteren unbekannten Person sagt, es sei “kinderleicht”.
Jane Rizzoli ist bei ihren Eltern eingeladen. Sie ist eifersüchtig auf Moore, der in diesem Moment bei Catherine ist und vielleicht sogar mit ihr schläft. Des Weiteren ist sie eifersüchtig auf ihren Bruder Frank Junior, welcher die gesamte Aufmerksamkeit ihrer Eltern bekommt. “…der Macho-Elitesoldat immer nur Krieg gespielt. Sie musste jeden Tag in die Schlacht ziehen, gegen wirkliche Menschen, gegen wirkliche Killer.” Da erhält sie einen Anruf vom Boston Police Department, dass man anhand eines DNA-Vergleichs den Mörder von Nina Peyton identifiziert hat und gerade dabei ist, sein Haus zu stürmen. Es ist ein gewisser Karl Pacheco, der als Täter in Frage kommt. Der Verdächtige kann jedoch fliehen und wird auf der Verfolgungsjagd von Jane Rizzoli erschossen. Bei der Untersuchung der Leiche wird jedoch keine Schusswaffe gefunden, so dass Zweifel aufkommen, ob Rizzoli tatsächlich aus Notwehr gehandelt hatte. In der Wohnung des Toten finden sie zwar kein OP-Zubehör, dafür jedoch große Mengen an Betäubungsmitteln. Es stellt sich heraus, dass Karl Pacheco zwar anhand des Spermas, welches man im Abstrich von Nina Peytons Vagina gefunden hatte, eindeutig ihr Vergewaltiger war, jedoch nicht ihr Mörder, der Chirurg. Catherine ist bei der Autopsie des Sexualverbrechers Karl Pacheco dabei, beteuert jedoch, den Mann nicht zu kennen. Der Hypnotiseur räumt ein, dass Erinnerungen umgeschrieben werden können, damit sie unseren Erwartungen entsprechen. Es wird jetzt nach einem Nachahmungstäter oder nach einem Partner von Andrew Capra gesucht. Auch Kenneth Bianchi und Henry Lee Lucas hatten ihre Partner, welche die Mordtaten zusammen begangen. Die Jagd auf Frauen im Verbund würde schließlich effizienter sein.
Rizzoli findet heraus, dass vor dem Mord an Elena Ortiz im Boston Globe ein Bericht und ein Foto von Dr. Catherine Cordell auftauchten, auf dem sie nicht den Eindruck eines verletzlichen Opfers, sondern den einer überaus selbstbewussten Eroberin machte. Etwas, was den Chirurgen möglicherweise geängstigt und in Rage gebracht hat. Er will sie vermutlich auf seine Ebene reduzieren, um mit ihr fertig zu werden. Moore hat währenddessen Sex mit Catherine. Sein Chef, Marquette, bekommt mit, dass sich sein Untergebener mit einer Zeugin eingelassen hat und ordnet an, dass er für die Zeit der Ermittlungen den Kontakt zu ihr sofort abbricht. Catherine fühlt sich durch die Trennung sehr verletzt. Moore erhält den Auftrag, die Ermittlungen in Savannah weiterzuführen. Er macht sich dort auf die Spurensuche in Andrew Capras Leben. Dabei rollt er die Mordfälle Dora Ciccone, Lisa Fox, Ruth Voorhees und Jennifer Torregrossa wieder auf. Capra brachte Ciccone in Atlanta um, als er dort Medizin studierte. Seine erste Tat war noch verhältnismäßig „laienhaft“ ausgeführt und die Schnittverletzungen, die er der jungen Frau zufügte, zeugen von großer Unsicherheit. Die Spurenlage ist dürftig. Capras Haus brannte ab. Doch in der Asservatenkammer der lokalen Polizei, findet Moore alte Filmaufnahmen von Capras Haus und von den Tatorten.
In seinem Kühlschrank finden sie die Gebärmuttern der Opfer. Beim Auskämmen der Schamhaare des Mordopfers Dora Ciccone hatten sie die männlichen Schamhaare des Täters gefunden. Auffallend ist, dass es sich um hellbraunes „Bambushaar“ (Trichorrhexis invaginata) handelt und der Täter vermutlich am Netherton-Syndrom, einer entstellenden Hautkrankheit leidet. Moore ist sicher, dass es sich hierbei um den Chirurgen handelt. Capras Partnerschaft begann also mit dem ersten Mord in Atlanta. Der Lehrmeister Capra wurde von ihm wohl möglich wie ein Gott verehrt. Der Chirurg ergötzt sich an menschlichem Blut, arbeitet in einem medizinischen Labor und hat darüber hinaus dadurch die Möglichkeit, unbemerkt an die Akten von Patientinnen heranzukommen. Auch an die Diagnose Vergewaltigung, welche für ihn der Schlüssel ist, die Frau zu töten. Für ihn ist es das Blut eines waidwunden Tieres, welches nur darauf wartet, von ihm gerissen zu werden. Moore reist an die Emory-Universität in Atlanta, wo Capra Medizin studiert hatte. Seine Nachforschungen führen ihn ins Sekretariat, wo man ihn als höflichen, absolut unauffälligen und guten Jungen beschreibt. Er lässt sich die Jahrgangsfotos von damals zeigen und kommt anhand einiger Ungereimtheiten auf die Spur von Warren Hoyt. Auf Nachfragen hin verweist die Sekretärin auf Dr. Kahn, da es sich um eine private Sache handelt. Dr. Kahn ist vom Thema unangenehm berührt und erzählt dem Inspektor schließlich davon, dass er Hoyt dabei erwischt hatte, wie er im Anatomiesaal die Harnblase und die Gebärmutter einer weiblichen Leiche herausgerissen hatte, um zu masturbieren. Er wird daraufhin der Universität verwiesen. Moore findet außerdem heraus, dass Andrew Capra sein Laborpartner war.
Catherine erhält in ihrer Wohnung über die Klinikzentrale die Nachricht, dass sie ein gewisser Ivan Gwadowski treffen möchte. Ivan ist der Sohn eines Verstorbenen, der die Ärztin beschuldigt, den Tod seines Vaters mitverschuldet zu haben. Cordell musste Gwadowski notoperieren, als zeitgleich Nina Peyton umgebracht wurde. Bevor Catherine zum vereinbarten Treffpunkt losfahren möchte, wird sie von Hoyt, der ihr im Inneren ihres Wagens aufgelauert hatte, mit Chloroform überwältigt. Das Dezernat durchsucht den Arbeitsplatz von Hoyt und entdeckt, dass er seinen Computer als eine Art Fischteich benutzt hat, um seine Opfer zu finden. Die Blutanalyse verrät ihm die intimsten Geheimnisse, zum Beispiel, ob jemand an Leukämie oder Aids leidet. Das Labor ist sein Jagdrevier, nicht die Straße, wie die Beamten irrtümlich glaubten. Hoyt wurde in Houston geboren, ist das Kind wohlhabender Eltern und machte nach seinem Studienabbruch eine Ausbildung als MTA. Es gab bis auf den Vorfall im Anatomiesaal vorher keinerlei Warnsignale auf seine psychische Erkrankung. Äußerlich wirkte er auf alle vollkommen normal.
Capra und Hoyt waren Jäger und „Blutsbrüder“. Sie reisten zusammen in ferne Länder und bildeten das „perfekte“ Team. Als Cordell Capra tötete, brach in Hoyt eine Welt zusammen. Der Chirurg verschleppt die hilflose Catherine auf die einsame Sturdee-Farm in der Nähe von Boston, um sie dort ungestört foltern und ermorden zu können. Sie befindet sich erneut nackt und gefesselt auf einer Bahre. Als sie den Mörder um ein Glas Wasser bittet, gelingt es ihr, einen Arm zu befreien und Hoyt eine Verletzung zuzuführen. Bei dem dabei entstehenden Handgemenge wird sie jedoch abermals überwältigt. Catherine nimmt sich vor, dem Täter auf gar keinen Fall den Triumph zu können, absolute Macht über ihn auszuüben und sich ihrer Angst auszuliefern. Sie provoziert und beleidigt ihren Gegner mit Anspielungen auf seine Impotenz, was ihn dazu bringt, seine Tat nicht länger aufzusparen, sondern sie in seiner Wut direkt umzubringen. Währenddessen bekommt Rizzoli von ihrem Team immer stärker zu spüren, dass sie nicht länger erwünscht ist und ihre Kollegen sie wegen der Tötung von Pacheco massiv mobben. Sie sieht ihre einzige Chance zur Rehabilitation darin, dass sie den Chirurgen, dessen Identität sie jetzt kennen, zur Strecke bringt. Dabei führt die Spur sie zur Sturdee-Farm, wo sie Catherines Mercedes und eine Perücke entdeckt. Der Chirurg hatte sich teilweise als Frau getarnt, um besser an seine Opfer heranzukommen. Sie entdeckt den Keller und Gläser mit Gebärmuttern zum Inhalt, auf denen der Name der Frauen steht, denen sie entnommen wurden.
Endlich entdeckt sie Catherine, welche bereits tiefe Schnitte im Bauch aufweist und die sie im ersten Moment für tot hält. Es ist eine Falle. Hoyt fällt sie an und es gelingt ihm, sie mit mehreren Skalpellen, die er in ihre Hände sticht, an den Boden zu nageln. Schließlich wird Hoyt mit einem Schuss niedergestreckt. Rizzoli, Cordell und Hoyt werden in ein Krankenhaus eingeliefert. Die letzte Szene des Buches gehört dem Täter, der im Gefängnis sitzt und sich nach Catherine sehnt, mit der er seinen perversen Liebesakt zu Ende führen möchte. Ein Wärter hatte ihm einen Zeitungsausschnitt zugesteckt, in dem berichtet wird, dass Moore Cordell geheiratet hat. Er geht in seinen kranken Phantasien auf, die ihm, seiner Meinung nach, zu etwas ganz besonderen machen.

### Personen

#### Jane Rizzoli
Jane Rizzoli ist die einzige Frau im Team der Mordkommission. Man merkt ihr an, dass sie seit ihrer frühesten Kindheit von ihren Eltern als minderwertiger als ihr Bruder angesehen wurde. Das spiegelt sich in ihrem gesamten Verhalten wider.

#### Thomas Moore
Thomas Moore ist ein cooler, lässiger Polizist, der von Rizzoli sehr respektiert wird. Er verlor seine Frau durch Krebs und scheint noch nicht über diesen Verlust hinweg.

#### Dr. Catherine Cordell
Dr. Catherine Cordell ist eine junge, hübsche, zielstrebige Ärztin. Sie ist seit einem versuchten Mord an ihr privat jedoch sehr zurückgezogen und verschlossen und leidet zudem an Angstzuständen.

#### Andrew Capra
Mr. Capra war Medizinstudent an der Universität an der Dr. Cordell tätig war und wurde dort durch sie betreut. Er ist ein Serienmörder, der vier Frauen tötete und bei dem Versuch, Dr. Cordell zu töten, von ihr erschossen wurde.

#### Warren Hoyt
Warren Hoyt ist der Chirurg. Der psychisch kranke Mann, der unter einer Hautkrankheit leidet, begann seine „Laufbahn“ zusammen mit seinem Kommilitonen und „Blutsbruder“ Andrew Capra an der Emory School of Medicine. Nachdem er sein Medizinstudium abbrechen musste, gelang es ihm als Laborassistent über Blutanalysen seine Opfer auszuspähen.

## Titel
Im Englischen ist der Titel The Surgeon doppeldeutig, da er sich sowohl auf den unbekannten Mörder beziehen kann, welcher allgemein der Chirurg genannt wird, als auch auf die Chirurgin Dr. Cordell. Bei der deutschen Übersetzung des Titels ging diese Doppeldeutigkeit verloren.

## Sprachstil
Die Geschichte wird multiperspektivisch erzählt. Der Erzähler wechselt dabei innerhalb der Kapitel zwischen den Perspektiven der Ermittler, Dr. Cordell, diverser anderer Opfer und teilweise auch des Mörders. Dabei bleibt die Erzählung immer in chronologischer Reihenfolge. In der Geschichte werden immer wieder die Gedanken-/Bewusstseinsströme des Täters gezeigt. So fühlt er sich beispielsweise wie Odysseus, der an sein Schiff gefesselt, dem Gesang der Sirenen widerstehen will. Bei anderer Gelegenheit versetzt er sich in die Figur des Agamemnon, der seine Tochter Iphigenie opfert. Ein drittes Bild ist die brutale Opferung einer Sklavin anlässlich eines Begräbnisses eines Wikingerhäuptlings im Jahr 922 n. Chr. In einer anderen Sequenz werden die Gedanken des Täters visualisiert, der eigens nach Mexiko-Stadt gereist ist, um die Opferkultur der Azteken zu studieren, insbesondere welche Techniken sie erlangt hatten, um das menschliche Herz freizulegen und ihren Göttern zu opfern. Er berauscht sich an menschlichem Blut und vermisst seinen Seelenverwandten.

„Moore war auf den Anblick gefasst gewesen, doch als er jetzt das Opfer zum ersten Mal erblickte, traf es ihn wie ein Schlag in die Magengrube. Die schwarzen Haare der Frau waren mit Blut verklebt und standen wie Stacheln von ihrem Kopf ab; das Gesicht hatte die Farbe blau geäderten Marmors. Ihre Lippen waren leicht geöffnet, wie mitten in einem Wort erstarrt. Das Blut war bereits vom Körper abgewaschen worden, und ihre Wunden klafften als violette Risse in der grauen Leinwand der Haut. Es gab zwei sichtbare Wunden. Die eine war ein tiefer Einschnitt im Hals, der die linke Halsschlagader durchtrennt und den Knorpel des Kehlkopfs freigelegt hatte. Der Gnadenstoß. Der zweite Schnitt war im Unterbauchbereich. Die Verletzung war ihr nicht mit der Absicht zugefügt worden, sie zu töten. Sie hatte einem ganz anderen Zweck gedient.“

„Rizzoli zog ihre Hand aus der Wunde. An der Innenseite ihres Handschuhs war ein kleiner Blutstropfen hängen geblieben; er sah aus wie eine leuchtende rote Perle. »Wie geschickt ist er?« »Haben wir es mit einem Arzt zu tun?« »Oder mit einem Metzger?«“

Gerritsens Sprache ist explizit, ausdrucksstark und unverwechselbar.

## Stellung in der Literaturgeschichte

### Einordnung in das Werk der Autorin
Tess Gerritsen begann das Schreiben während des Mutterschutzes. 1987 veröffentlichte sie ihren ersten Roman 'Call after Midnight'. Nachdem sie einige weitere Werke vollendete, begann 2004 mit 'Die Chirurgin' die Maura-Isles-&-Jane-Rizzoli-Reihe. Seitdem hat sie zehn weitere Thriller in dieser Reihe veröffentlicht.

### Wirkungsgeschichte
Die Romane der Maura-Isles-&-Jane-Rizzoli-Reihe sind Grundlage für die Serie Rizzoli & Isles, die seit 2010 in den USA ausgestrahlt wird und am 14. März 2012 auf VOX ihre Deutschlandpremiere feierte.
In der Serie wird Jane Rizzoli von Angie Harmon und Maura Isles von Sasha Alexander dargestellt.

## Rezeption
Der Roman hat überwiegend positive Kritiken gewonnen. 2002 erhielt Gerritsen dafür den RITA Preis für den besten Roman des Genres Suspense und schaffte damit ihren internationalen Durchbruch. Die Autorin Tess Gerritsen ist gelernte Internistin und versteht daher ihr Handwerk von der Anatomie des Menschen.  Der in einer düsteren Atmosphäre gehaltene Plot ist überaus raffiniert konstruiert, stimmig, schlüssig und unvorhersehbar, und basiert auf einer authentischen, bis ins kleinste Detail nachempfundenen Darstellung des Alltages eines Chirurgen im modernen Krankenhausleben als zweiten Handlungsstrang sowie den lebendig dargestellten Figuren Rizzoli, Moore und Cordell. Jane Rizzoli ist beispielsweise die einzige Frau des Bostoner Morddezernats  und somit ständig den Vorurteilen ihrer männlichen Kollegen ausgesetzt. Die Thematik der weiblichen Behauptung in einem harten Männerberuf gegenüber der testosteronüberladenen Konkurrenz wird sehr deutlich. Selbst in ihrer Familie findet Jane wenig Rückhalt, da die Aufmerksamkeit ihres Vaters und ihrer Mutter überwiegend ihrem Bruder, einem Berufssoldaten, gilt. Die Projektion des Serientäters hingegen erscheint weniger gelungen, da seine Gedankengänge  lediglich durch kursiv gedruckte Bewusstseinsströme abgesetzt sind und für den Leser nicht leicht nachzuvollziehen sind. Seine Taten, die aus seiner perversen Phantasie entstehen, rechtfertigt er mit Motiven aus der griechischen Mythologie. Außerdem zeigt er eine abnorme Leidenschaft für menschliches Blut. Die Frage, ob er die gewaltsam entnommenen Gebärmuttern als Trophäe benutzt, bleibt weitgehend unbeantwortet. Die Geschichte enthält diverse überraschende Wendungen und Cliffhanger und halt den Leser weitgehend unter Spannung. Die Charaktere sind präzise beschrieben und glaubwürdig dargestellt. Das tragische Schicksal von Dr. Catherine Cordell regt den Leser zu großer Empathie an. Tess Gerritsen zeigt in ihrem Kriminalroman eine explizite Gewaltdarstellung, die jedoch nicht der primitiven Effekthascherei  sondern der Untermalung der spannungsgeladenen Geschichte dient und Einblicke in menschliche Schicksale und psychische Abgründe bietet. Der SPIEGEL schreibt von einer ekeligen Mordserie in einem spannenden Medizinthriller, der „nicht für Mimosen geeignet sei“. Gerritsen Romane seien mit stilistischer Eleganz geschrieben und würden tiefe menschliche Ängste widerspiegeln. Die Triebfeder für die blutrünstigen Plots der Autorin soll die „Fähigkeit des Menschen zum Bösen“ sein. Das Buch gilt bei vielen als Pageturner, welcher die Thematik vergewaltigter Frauen als auch das Innenleben psychisch gestörter Sexualtäter beschreibt.

### Textausgaben
- Tess Gerritsen: Die Chirurgin. Blanvalet, München 2004, ISBN 3-442-36067-6 (Originaltitel: The Surgeon. Übersetzt von Andreas Jäger).